# Machete cañero

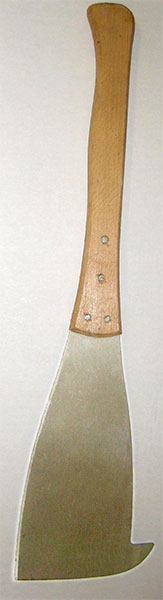
Machete cañero también empleado para plantas de banana

Un machete cañero es una herramienta de corte manual grande. Su uso es frecuente en la recolección de caña de azúcar en países productores dominantes como Perú, Brasil, Colombia, Australia, Sudáfrica, Ecuador, Cuba, Jamaica, Filipinas y partes de los Estados Unidos, especialmente Luisiana y Florida, así como en Hawaii. Es la principal herramienta utilizada en países que no emplean medios mecánicos para cosechar caña.
El machete cañero se caracteriza por un mango de madera con espiga completa, una hoja ancha y un gancho en la punta que se usa para recoger la caña cortada, algunos no poseen esta característica. La hoja suele tener 1 milímetro de grosor, más delgada que un machete común o un bolo y más 30 cm de largo. La hoja fina facilita el corte de la caña rápidamente cuando el cosechador corta la caña en ángulo: una hoja fina corta mejor que una gruesa.

## Galería

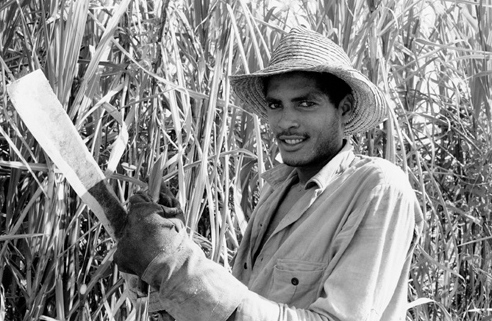
Un cortador de caña de azúcar en Cuba
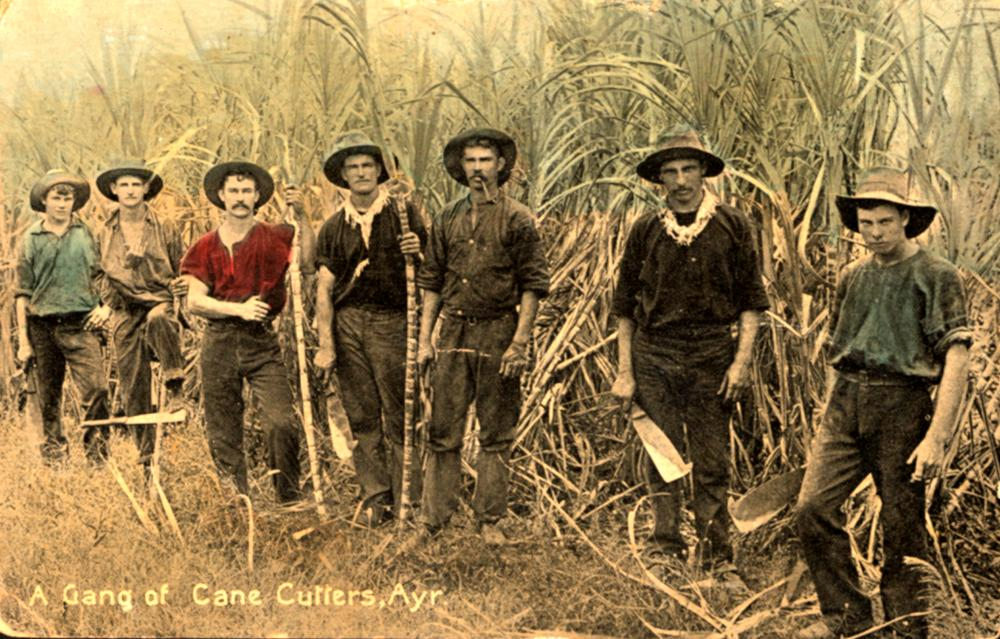
Cortadores de cañas en Ayr, Australia (1907)
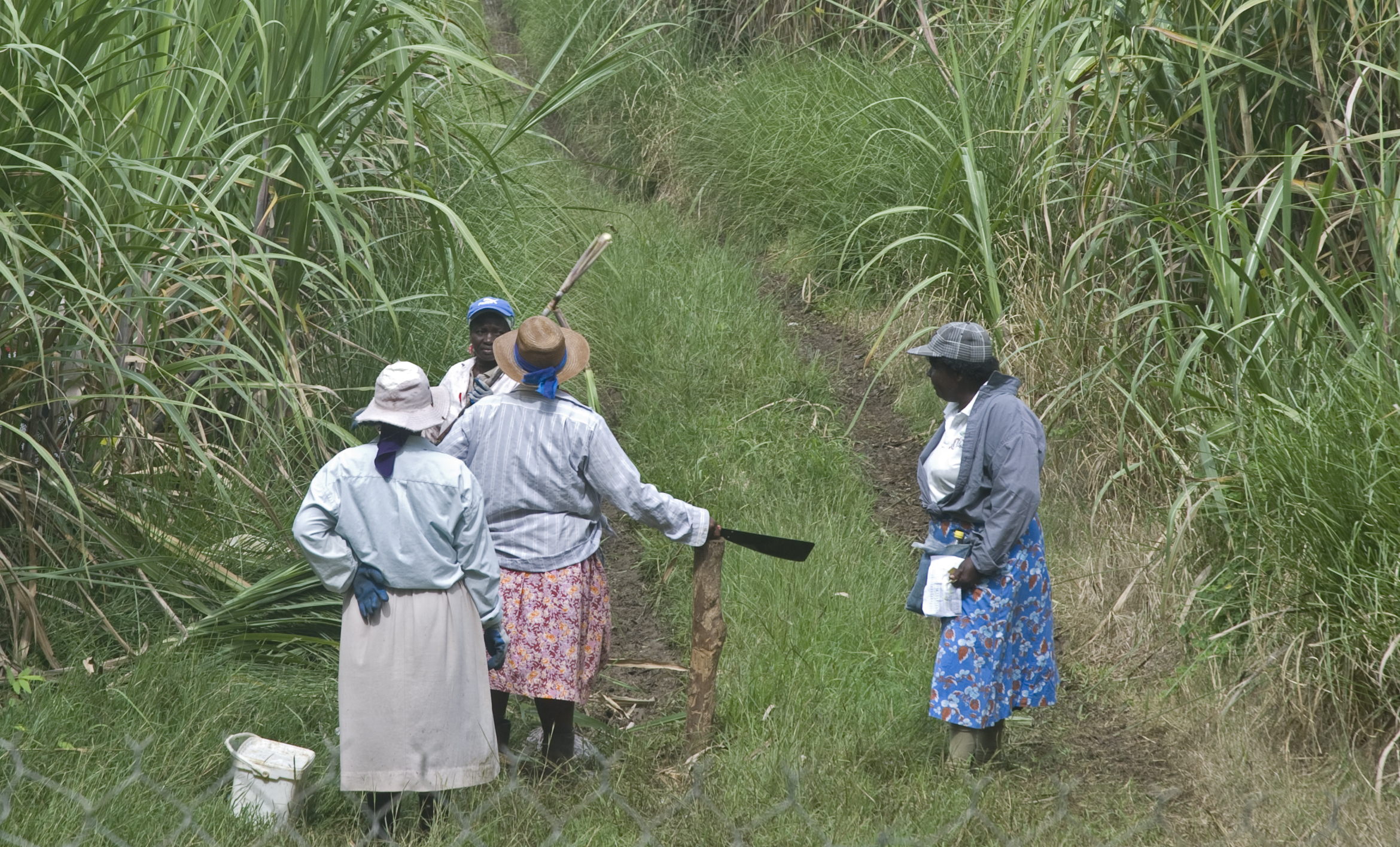
Cortadoras de cañas en Barbados, 2011